# Панин, Василий Михайлович
Панин Василий Михайлович (28 ноября 1929 — 8 октября 2008) — Герой Социалистического Труда. Почетный гражданин города Братска. Бригадир одной из лучших бригад электролизников Братского алюминиевого завода. Депутат пяти созывов Иркутского областного Совета народных депутатов. Председатель совета наставников БрАЗа.

## Биография
Родился в посёлке Подобас (в настоящий момент подчинён городу Мыски Кемеровской области).
До переезда в Братск работал на Новокузнецком алюминиевом заводе. В то время старых мастеров без образования, которые всему научились на практике, начали менять на молодых специалистов. Так получилось и с Василием Михайловичем Паниным,
В апреле 1968 года В. М. Панин, как опытный специалист, был приглашен на освоение новых мощностей Братского алюминиевого завода, где возглавил бригаду электролизников.
В совершенстве владея профессией металлурга и имея богатый опыт руководителя, умело направляет работу бригады. За три года 11-пятилетки, бригадой выдано сверх плана 125 тонн металла, сэкономлено свыше 4,1 млн.квт часов электроэнергии.
Кроме трудовой деятельности выполнял и большую общественную работу. На протяжении пяти созывов избирался депутатом Иркутского областного Совета народных депутатов. Являлся председателем совета наставников.
Дважды, как лучший работник завода заносился на городскую доску Почета.
В марте 1971 года за высокие трудовые успехи бригадиру электролизников В. М. Панину присвоено звание Героя Социалистического Труда с вручением ордена Ленина и золотой медали «Серп и молот».
Скромностью, трудолюбием, безупречной честностью Василий Михайлович снискал большой авторитет в коллективе металлургов и среди избирателей своего округа.
5 декабря 1985 года, в связи с 30-летием города Братска, за большие заслуги в развитии города, за достижение высоких успехов в производительности труда, решением горисполкома от 5 декабря 1985 года Панину Василию Михайловичу присвоено звание «Почетный гражданин города Братска».
Скончался 8 октября 2008 года на 79-м году жизни. Похоронен в городе Братске.

## Награды и звания
- Герой Социалистического Труда (1971 год)
- Орден Ленина (1971)
- Почётный гражданин города Братска (1985)